# Uefa Champions League 2014/2015
Uefa Champions League 2014/2015 var den 60:e säsongen av Uefa Champions League, Europas största fotbollsturnering, och den 23:e säsongen sedan den bytte namn från "Europacupen". Säsongen vanns av FC Barcelona.
Det var den första säsongen som frisparkssprejen användes för att säkerställa att försvaret håller korrekt avstånd till bollen vid frispark.

## Kvalomgångar

### Första kvalomgången
| Första kvalomgången – 6 deltagande klubblag | Första kvalomgången – 6 deltagande klubblag | Första kvalomgången – 6 deltagande klubblag | Första kvalomgången – 6 deltagande klubblag | Första kvalomgången – 6 deltagande klubblag |
| ------------------------------------------- | ------------------------------------------- | ------------------------------------------- | ------------------------------------------- | ------------------------------------------- |
| Lag 1                                       | Totalt                                      | Lag 2                                       | Möte 1                                      | Möte 2                                      |
| Santa Coloma                                | 00003–3 (BM)                                | Banants                                     | 1–0                                         | 2–3                                         |
| Lincoln Red Imps                            | 3–6                                         | HB                                          | 1–1                                         | 2–5                                         |
| La Fiorita                                  | 0–8                                         | Levadia Tallinn                             | 0–1                                         | 0–7                                         |

### Andra kvalomgången
| Andra kvalomgången – 34 deltagande klubblag | Andra kvalomgången – 34 deltagande klubblag | Andra kvalomgången – 34 deltagande klubblag | Andra kvalomgången – 34 deltagande klubblag | Andra kvalomgången – 34 deltagande klubblag |
| ------------------------------------------- | ------------------------------------------- | ------------------------------------------- | ------------------------------------------- | ------------------------------------------- |
| Lag 1                                       | Totalt                                      | Lag 2                                       | Möte 1                                      | Möte 2                                      |
| BATE Borisov                                | 00001–1 (BM)                                | Skënderbeu Korçë                            | 0–0                                         | 1–1                                         |
| Santa Coloma                                | 0–3                                         | Maccabi Tel Aviv                            | 0–1                                         | 0–2                                         |
| Dinamo Tbilisi                              | 0–4                                         | Aktobe                                      | 0–1                                         | 0–3                                         |
| Zrinjski Mostar                             | 0–2                                         | Maribor                                     | 0–0                                         | 0–2                                         |
| Sheriff Tiraspol                            | 5–0                                         | Sutjeska Nikšić                             | 2–0                                         | 3–0                                         |
| Sparta Prag                                 | 8–1                                         | Levadia Tallinn                             | 7–0                                         | 1–1                                         |
| Malmö FF                                    | 1–0                                         | Ventspils                                   | 0–0                                         | 1–0                                         |
| Slovan Bratislava                           | 3–0                                         | The New Saints                              | 1–0                                         | 2–0                                         |
| KR                                          | 0–5                                         | Celtic                                      | 0–1                                         | 0–4                                         |
| Cliftonville                                | 0–2                                         | Debrecen                                    | 0–0                                         | 0–2                                         |
| Partizan Belgrad                            | 6–1                                         | HB                                          | 3–0                                         | 3–1                                         |
| Legia Warszawa                              | 6–1                                         | St Patrick's Athletic                       | 1–1                                         | 5–0                                         |
| Rabotnički                                  | 1–2                                         | HJK                                         | 0–0                                         | 1–2                                         |
| Dinamo Zagreb                               | 4–0                                         | Žalgiris Vilnius                            | 2–0                                         | 2–0                                         |
| Ludogorets Razgrad                          | 5–1                                         | F91 Dudelange                               | 4–0                                         | 1–1                                         |
| Valletta                                    | 0–5                                         | Qarabağ                                     | 0–1                                         | 0–4                                         |
| Strømsgodset                                | 0–3                                         | Steaua București                            | 0–1                                         | 0–2                                         |

### Tredje kvalomgången
| Tredje kvalomgången – 30 deltagande klubblag | Tredje kvalomgången – 30 deltagande klubblag | Tredje kvalomgången – 30 deltagande klubblag | Tredje kvalomgången – 30 deltagande klubblag | Tredje kvalomgången – 30 deltagande klubblag |
| -------------------------------------------- | -------------------------------------------- | -------------------------------------------- | -------------------------------------------- | -------------------------------------------- |
| Lag 1                                        | Totalt                                       | Lag 2                                        | Möte 1                                       | Möte 2                                       |
| Qarabağ                                      | 2–3                                          | Red Bull Salzburg                            | 2–1                                          | 0–2                                          |
| Debrecen                                     | 2–3                                          | BATE Borisov                                 | 1–0                                          | 1–3                                          |
| Slovan Bratislava                            | 2 – 1                                        | Sheriff Tiraspol                             | 2–1                                          | 0–0                                          |
| Ålborg BK                                    | 2–1                                          | Dinamo Zagreb                                | 0–1                                          | 2–0                                          |
| Legia Warszawa                               | 00004–4 (BM)                                 | Celtic                                       | 4–1                                          | 0–3                                          |
| Aktobe                                       | 3–4                                          | Steaua București                             | 2–2                                          | 1–2                                          |
| Maribor                                      | 3–2                                          | Maccabi Tel Aviv                             | 1–0                                          | 2–2                                          |
| HJK                                          | 2–4                                          | APOEL                                        | 2–2                                          | 0–2                                          |
| Sparta Prag                                  | 00004–4 (BM)                                 | Malmö FF                                     | 4–2                                          | 0–2                                          |
| Ludogorets Razgrad                           | 00002–2 (BM)                                 | Partizan Belgrad                             | 0–0                                          | 2–2                                          |
| AEL Limassol                                 | 1–3                                          | Zenit Sankt Petersburg                       | 1–0                                          | 0–3                                          |
| Dnipro Dnipropetrovsk                        | 0–2                                          | FC Köpenhamn                                 | 0–0                                          | 0–2                                          |
| Feyenoord                                    | 2–5                                          | Beşiktaş                                     | 1–2                                          | 1–3                                          |
| Grasshoppers                                 | 1–3                                          | Lille                                        | 0–2                                          | 1–1                                          |
| Standard Liège                               | 2–1                                          | Panathinaikos                                | 0–0                                          | 2–1                                          |

### Playoff-omgången
| Playoff-omgången – 20 deltagande klubblag | Playoff-omgången – 20 deltagande klubblag | Playoff-omgången – 20 deltagande klubblag | Playoff-omgången – 20 deltagande klubblag | Playoff-omgången – 20 deltagande klubblag |
| ----------------------------------------- | ----------------------------------------- | ----------------------------------------- | ----------------------------------------- | ----------------------------------------- |
| Lag 1                                     | Totalt                                    | Lag 2                                     | Möte 1                                    | Möte 2                                    |
| Maribor                                   | 2–1                                       | Celtic                                    | 1–1                                       | 1–0                                       |
| Red Bull Salzburg                         | 2–4                                       | Malmö FF                                  | 2–1                                       | 0–3                                       |
| Ålborg BK                                 | 1–5                                       | APOEL                                     | 1–1                                       | 0–4                                       |
| Steaua București                          | 1–1 (5–6 str.)                            | Ludogorets Razgrad                        | 1–0                                       | 0–1 (e.f.)                                |
| Slovan Bratislava                         | 1–4                                       | BATE Borisov                              | 1–1                                       | 0–3                                       |
| Beşiktaş                                  | 0–1                                       | Arsenal                                   | 0–0                                       | 0–1                                       |
| Standard Liège                            | 0–4                                       | Zenit Saint Petersburg                    | 0–1                                       | 0–3                                       |
| FC Köpenhamn                              | 2–7                                       | Bayer Leverkusen                          | 2–3                                       | 0–4                                       |
| Lille                                     | 0–3                                       | Porto                                     | 0–1                                       | 0–2                                       |
| Napoli                                    | 2–4                                       | Athletic Bilbao                           | 1–1                                       | 1–3                                       |

## Gruppspel
Lottningen till gruppspelet hölls i Monaco den 28 augusti. De 32 lagen delades in i fyra potter baserat på deras Uefa-klubblagskoefficient, titelhållaren placeras automatiskt i "Pott 1". Åtta grupper om fyra lag, med begränsningen att lag från samma land inte kunde lottas mot varandra.
Inom vardera grupp spelar lagen mot varandra på hemma- respektive bortaplan. Matchdagarna är 16–17 september, 30 september – 1 oktober, 21–22 oktober, 4–5 november, 25–26 november samt 9–10 december 2014. De två bäst placerade lagen ur respektive grupp går vidare till åttondelsfinal, medan de tredjeplacerade lagen blir kvalificerade till att spela i sextondelsfinalen av Europa League 2014/2015.
Totalt 18 länder är representerade i gruppspelet. Ludogorets Razgrad och Malmö FF är debutanter i gruppspelet.
Klubblag som kvalificerar sig för gruppspelet deltar också i Youth League 2014/2015, en tävling tillgänglig för spelare i åldern 19 eller yngre.
| Förklaring till färger i gruppspelet                     |
| -------------------------------------------------------- |
| Lagen är vidare till åttondelsfinal                      |
| Laget går till sextondelsfinal i Europa League 2014/2015 |

### Grupp A
| Nr | Lag             | S | V | O | F | GM | IM | MS  | P  |
| -- | --------------- | - | - | - | - | -- | -- | --- | -- |
| 1  | Atlético Madrid | 6 | 4 | 1 | 1 | 14 | 3  | +11 | 13 |
| 2  | Juventus        | 6 | 3 | 1 | 2 | 7  | 4  | +3  | 10 |
| 3  | Olympiakos      | 6 | 3 | 0 | 3 | 10 | 13 | −3  | 9  |
| 4  | Malmö FF        | 6 | 1 | 0 | 5 | 4  | 15 | −11 | 3  |

| Hemma \ Borta   | Spanien | Italien | Sverige | Grekland |
| Atlético Madrid | —       | 1–0     | 5–0     | 4–0      |
| Juventus        | 0–0     | —       | 2–0     | 3–2      |
| Malmö FF        | 0–2     | 0–2     | —       | 2–0      |
| Olympiakos      | 3–2     | 1–0     | 4–2     | —        |

### Grupp B
| Nr | Lag                | S | V | O | F | GM | IM | MS  | P  |
| -- | ------------------ | - | - | - | - | -- | -- | --- | -- |
| 1  | Real Madrid        | 6 | 6 | 0 | 0 | 16 | 2  | +14 | 18 |
| 2  | Basel              | 6 | 2 | 1 | 3 | 7  | 8  | −1  | 7  |
| 3  | Liverpool          | 6 | 1 | 2 | 3 | 5  | 9  | −4  | 5  |
| 4  | Ludogorets Razgrad | 6 | 1 | 1 | 4 | 5  | 14 | −9  | 4  |

| Hemma \ Borta      | Schweiz | England | Bulgarien | Spanien |
| Basel              | —       | 1–0     | 4–0       | 0–1     |
| Liverpool          | 1–1     | —       | 2–1       | 0–3     |
| Ludogorets Razgrad | 1–0     | 2–2     | —         | 1–2     |
| Real Madrid        | 5–1     | 1-0     | 4-0       | —       |

### Grupp C
| Nr | Lag                    | S | V | O | F | GM | IM | MS | P  |
| -- | ---------------------- | - | - | - | - | -- | -- | -- | -- |
| 1  | AS Monaco              | 6 | 3 | 2 | 1 | 4  | 1  | +3 | 11 |
| 2  | Bayer Leverkusen       | 6 | 3 | 1 | 2 | 7  | 4  | +3 | 10 |
| 3  | Zenit Sankt Petersburg | 6 | 2 | 1 | 3 | 4  | 6  | −2 | 7  |
| 4  | Benfica                | 6 | 1 | 2 | 3 | 2  | 6  | −4 | 5  |

| Hemma \ Borta          | Frankrike | Tyskland | Portugal | Ryssland |
| AS Monaco              | —         | 1–0      | 0–0      | 2–0      |
| Bayer Leverkusen       | 0–1       | —        | 3–1      | 2–0      |
| Benfica                | 1–0       | 0–0      | —        | 0–2      |
| Zenit Sankt Petersburg | 0–0       | 1–2      | 1–0      | —        |

### Grupp D
| Nr | Lag               | S | V | O | F | GM | IM | MS  | P  |
| -- | ----------------- | - | - | - | - | -- | -- | --- | -- |
| 1  | Borussia Dortmund | 6 | 4 | 1 | 1 | 14 | 4  | +10 | 13 |
| 2  | Arsenal           | 6 | 4 | 1 | 1 | 15 | 8  | +7  | 13 |
| 3  | Anderlecht        | 6 | 1 | 3 | 2 | 8  | 10 | −2  | 6  |
| 4  | Galatasaray       | 6 | 0 | 1 | 5 | 4  | 19 | −15 | 1  |

| Hemma \ Borta     | Belgien | England | Tyskland | Turkiet |
| Anderlecht        | —       | 1–2     | 0–3      | 2–0     |
| Arsenal           | 3–3     | —       | 2–0      | 4–1     |
| Borussia Dortmund | 1–1     | 2–0     | —        | 4–1     |
| Galatasaray       | 1–1     | 1–4     | 0–4      | —       |

### Grupp E
| Nr | Lag             | S | V | O | F | GM | IM | MS  | P  |
| -- | --------------- | - | - | - | - | -- | -- | --- | -- |
| 1  | Bayern München  | 6 | 5 | 0 | 1 | 16 | 4  | +12 | 15 |
| 2  | Manchester City | 6 | 2 | 2 | 2 | 9  | 8  | +1  | 8  |
| 3  | Roma            | 6 | 1 | 2 | 3 | 8  | 14 | −6  | 5  |
| 4  | CSKA Moskva     | 6 | 1 | 2 | 3 | 6  | 13 | −7  | 5  |

| Hemma \ Borta   | Tyskland | Ryssland | England | Italien |
| Bayern München  | —        | 3–0      | 1–0     | 2–0     |
| CSKA Moskva     | 0–1      | —        | 2–2     | 1–1     |
| Manchester City | 3–2      | 1–2      | —       | 1–1     |
| Roma            | 1–7      | 5–1      | 0–2     | —       |

### Grupp F
| Nr | Lag                 | S | V | O | F | GM | IM | MS  | P  |
| -- | ------------------- | - | - | - | - | -- | -- | --- | -- |
| 1  | Barcelona           | 6 | 5 | 0 | 1 | 15 | 5  | +10 | 15 |
| 2  | Paris Saint-Germain | 6 | 4 | 1 | 1 | 10 | 7  | +3  | 13 |
| 3  | Ajax                | 6 | 1 | 2 | 3 | 8  | 10 | −2  | 5  |
| 4  | APOEL               | 6 | 0 | 1 | 5 | 1  | 12 | −11 | 1  |

| Hemma \ Borta       | Nederländerna | Cypern | Spanien | Frankrike |
| Ajax                | —             | 4–0    | 0–2     | 1–1       |
| APOEL               | 1–1           | —      | 0–4     | 0–1       |
| Barcelona           | 3–1           | 1–0    | —       | 3–1       |
| Paris Saint-Germain | 3–1           | 1–0    | 3–2     | —         |

### Grupp G
| Nr | Lag               | S | V | O | F | GM | IM | MS  | P  |
| -- | ----------------- | - | - | - | - | -- | -- | --- | -- |
| 1  | Chelsea           | 6 | 4 | 2 | 0 | 17 | 3  | +14 | 14 |
| 2  | Schalke 04        | 6 | 2 | 2 | 2 | 9  | 14 | −5  | 8  |
| 3  | Sporting Lissabon | 6 | 2 | 1 | 3 | 12 | 12 | 0   | 7  |
| 4  | Maribor           | 6 | 0 | 3 | 3 | 4  | 13 | −9  | 3  |

| Hemma \ Borta     | England | Slovenien | Tyskland | Portugal |
| Chelsea           | —       | 6–0       | 1–1      | 3–1      |
| Maribor           | 1–1     | —         | 0–1      | 1–1      |
| Schalke 04        | 0–5     | 1–1       | —        | 4–3      |
| Sporting Lissabon | 0–1     | 3–1       | 4–2      | —        |

### Grupp H
| Nr | Lag              | S | V | O | F | GM | IM | MS  | P  |
| -- | ---------------- | - | - | - | - | -- | -- | --- | -- |
| 1  | Porto            | 6 | 4 | 2 | 0 | 16 | 4  | +12 | 14 |
| 2  | Sjachtar Donetsk | 6 | 2 | 3 | 1 | 15 | 4  | +11 | 9  |
| 3  | Athletic Bilbao  | 6 | 2 | 1 | 3 | 5  | 6  | −1  | 7  |
| 4  | Bate Borisov     | 6 | 1 | 0 | 5 | 2  | 24 | −22 | 3  |

| Hemma \ Borta    | Spanien | Belarus | Portugal | Ukraina |
| Athletic Bilbao  | —       | 2–0     | 0–2      | 0–0     |
| Bate Borisov     | 2–1     | —       | 0–3      | 0–7     |
| Porto            | 2–1     | 6–0     | —        | 1–1     |
| Sjachtar Donetsk | 0–1     | 5–0     | 2–2      | —       |

## Slutspel

### Slutspelsträd
| 0 | Åttondelsfinaler      | Åttondelsfinaler | Åttondelsfinaler | Åttondelsfinaler |   |                       | Kvartsfinaler | Kvartsfinaler | Kvartsfinaler | Kvartsfinaler |  |             | Semifinaler | Semifinaler | Semifinaler | Semifinaler |            |   | Final ( ) | Final ( ) |
| 0 |                       |                  |                  |                  |   |                       |               |               |               |               |  |             |             |             |             |             |            |   |           |           |
|   | 0 Juventus            | 2                | 3                | 5                |   |                       |               |               |               |               |  |             |             |             |             |             |            |   |           |           |
|   | 0 Borussia Dortmund   | 1                | 0                | 1                |   |                       |               |               |               |               |  |             |             |             |             |             |            |   |           |           |
|   | 0 Borussia Dortmund   | 1                | 0                | 1                |   | 0 Juventus            | 1             | 3             | 4             |               |  |             |             |             |             |             |            |   |           |           |
|   |                       |                  |                  |                  |   | 0 Juventus            | 1             | 3             | 4             |               |  |             |             |             |             |             |            |   |           |           |
|   |                       | 0 AS Monaco      | 0                | 0                | 0 |                       |               |               |               |               |  |             |             |             |             |             |            |   |           |           |
|   | 0 Arsenal             | 0 AS Monaco      | 0                | 0                | 0 | 1                     | 2             | 3             |               |               |  |             |             |             |             |             |            |   |           |           |
|   | 0 Arsenal             |                  |                  |                  |   | 1                     | 2             | 3             |               |               |  |             |             |             |             |             |            |   |           |           |
|   | 0 AS Monaco           | 3                | 0                | 3                |   |                       |               |               |               |               |  |             |             |             |             |             |            |   |           |           |
|   | 0 AS Monaco           | 3                | 0                | 3                |   |                       |               |               |               |               |  | 0 Juventus  | 2           | 1           | 3           |             |            |   |           |           |
|   |                       |                  |                  |                  |   |                       |               |               |               |               |  | 0 Juventus  | 2           | 1           | 3           |             |            |   |           |           |
|   |                       | 0 Real Madrid    | 1                | 1                | 2 |                       |               |               |               |               |  |             |             |             |             |             |            |   |           |           |
|   | 0 Bayer Leverkusen    | 0 Real Madrid    | 1                | 1                | 2 | 1                     | 0             | 1             |               |               |  |             |             |             |             |             |            |   |           |           |
|   | 0 Bayer Leverkusen    |                  |                  |                  |   | 1                     | 0             | 1             |               |               |  |             |             |             |             |             |            |   |           |           |
|   | 0 Atlético Madrid     | 0                | 1                | 1                |   |                       |               |               |               |               |  |             |             |             |             |             |            |   |           |           |
|   | 0 Atlético Madrid     | 0                | 1                | 1                |   | 0 Atlético Madrid     | 0             | 0             | 0             |               |  |             |             |             |             |             |            |   |           |           |
|   |                       |                  |                  |                  |   | 0 Atlético Madrid     | 0             | 0             | 0             |               |  |             |             |             |             |             |            |   |           |           |
|   |                       | 0 Real Madrid    | 0                | 1                | 1 |                       |               |               |               |               |  |             |             |             |             |             |            |   |           |           |
|   | 0 Schalke 04          | 0 Real Madrid    | 0                | 1                | 1 | 0                     | 4             | 4             |               |               |  |             |             |             |             |             |            |   |           |           |
|   | 0 Schalke 04          |                  |                  |                  |   | 0                     | 4             | 4             |               |               |  |             |             |             |             |             |            |   |           |           |
|   | 0 Real Madrid         | 2                | 3                | 5                |   |                       |               |               |               |               |  |             |             |             |             |             |            |   |           |           |
|   | 0 Real Madrid         | 2                | 3                | 5                |   |                       |               |               |               |               |  |             |             |             |             |             | 0 Juventus | 1 |           |           |
|   |                       |                  |                  |                  |   |                       |               |               |               |               |  |             |             |             |             |             |            | 1 |           |           |
|   |                       | 0 Barcelona      | 3                |                  |   |                       |               |               |               |               |  |             |             |             |             |             |            |   |           |           |
|   | 0 Paris Saint-Germain | 0 Barcelona      | 3                | 1                | 2 | 3                     |               |               |               |               |  |             |             |             |             |             |            |   |           |           |
|   | 0 Paris Saint-Germain |                  |                  | 1                | 2 | 3                     |               |               |               |               |  |             |             |             |             |             |            |   |           |           |
|   | 0 Chelsea             | 1                | 2                | 3                |   |                       |               |               |               |               |  |             |             |             |             |             |            |   |           |           |
|   | 0 Chelsea             | 1                | 2                | 3                |   | 0 Paris Saint-Germain | 1             | 0             | 1             |               |  |             |             |             |             |             |            |   |           |           |
|   |                       |                  |                  |                  |   | 0 Paris Saint-Germain | 1             | 0             | 1             |               |  |             |             |             |             |             |            |   |           |           |
|   |                       | 0 Barcelona      | 3                | 2                | 5 |                       |               |               |               |               |  |             |             |             |             |             |            |   |           |           |
|   | 0 Manchester City     | 0 Barcelona      | 3                | 2                | 5 | 1                     | 0             | 1             |               |               |  |             |             |             |             |             |            |   |           |           |
|   | 0 Manchester City     |                  |                  |                  |   | 1                     | 0             | 1             |               |               |  |             |             |             |             |             |            |   |           |           |
|   | 0 Barcelona           | 2                | 1                | 3                |   |                       |               |               |               |               |  |             |             |             |             |             |            |   |           |           |
|   | 0 Barcelona           | 2                | 1                | 3                |   |                       |               |               |               |               |  | 0 Barcelona | 3           | 2           | 5           |             |            |   |           |           |
|   |                       |                  |                  |                  |   |                       |               |               |               |               |  | 0 Barcelona | 3           | 2           | 5           |             |            |   |           |           |
|   |                       | 0 Bayern München | 0                | 3                | 3 |                       |               |               |               |               |  |             |             |             |             |             |            |   |           |           |
|   | 0 Basel               | 0 Bayern München | 0                | 3                | 3 | 1                     | 0             | 1             |               |               |  |             |             |             |             |             |            |   |           |           |
|   | 0 Basel               |                  |                  |                  |   | 1                     | 0             | 1             |               |               |  |             |             |             |             |             |            |   |           |           |
|   | 0 Porto               | 1                | 4                | 5                |   |                       |               |               |               |               |  |             |             |             |             |             |            |   |           |           |
|   | 0 Porto               | 1                | 4                | 5                |   | 0 Porto               | 3             | 1             | 4             |               |  |             |             |             |             |             |            |   |           |           |
|   |                       |                  |                  |                  |   | 0 Porto               | 3             | 1             | 4             |               |  |             |             |             |             |             |            |   |           |           |
|   |                       | 0 Bayern München | 1                | 6                | 7 |                       |               |               |               |               |  |             |             |             |             |             |            |   |           |           |
|   | 0 Sjachtar Donetsk    | 0 Bayern München | 1                | 6                | 7 | 0                     | 0             | 0             |               |               |  |             |             |             |             |             |            |   |           |           |
|   | 0 Sjachtar Donetsk    |                  |                  |                  |   | 0                     | 0             | 0             |               |               |  |             |             |             |             |             |            |   |           |           |
|   | 0 Bayern München      | 0                | 7                | 7                |   |                       |               |               |               |               |  |             |             |             |             |             |            |   |           |           |

### Åttondelsfinaler
| Åttondelsfinaler – 16 deltagande klubblag | Åttondelsfinaler – 16 deltagande klubblag | Åttondelsfinaler – 16 deltagande klubblag | Åttondelsfinaler – 16 deltagande klubblag | Åttondelsfinaler – 16 deltagande klubblag |
| ----------------------------------------- | ----------------------------------------- | ----------------------------------------- | ----------------------------------------- | ----------------------------------------- |
| Lag 1                                     | Totalt                                    | Lag 2                                     | Möte 1                                    | Möte 2                                    |
| Paris Saint-Germain                       | 00003–3 (BM)                              | Chelsea                                   | 1–1                                       | 2–2 (e.f.)                                |
| Manchester City                           | 1–3                                       | Barcelona                                 | 1–2                                       | 0–1                                       |
| Bayer Leverkusen                          | 1–1 (2–3 str.)                            | Atlético Madrid                           | 1–0                                       | 0–1 (e.f.)                                |
| Juventus                                  | 5–1                                       | Borussia Dortmund                         | 2–1                                       | 3–0                                       |
| Schalke 04                                | 4–5                                       | Real Madrid                               | 0–2                                       | 4–3                                       |
| Sjachtar Donetsk                          | 0–7                                       | Bayern München                            | 0–0                                       | 0–7                                       |
| Arsenal                                   | 00003–3 (BM)                              | AS Monaco                                 | 1–3                                       | 2–0                                       |
| Basel                                     | 1–5                                       | Porto                                     | 1–1                                       | 0–4                                       |

### Kvartsfinaler
| Kvartsfinaler – 8 deltagande klubblag | Kvartsfinaler – 8 deltagande klubblag | Kvartsfinaler – 8 deltagande klubblag | Kvartsfinaler – 8 deltagande klubblag | Kvartsfinaler – 8 deltagande klubblag |
| ------------------------------------- | ------------------------------------- | ------------------------------------- | ------------------------------------- | ------------------------------------- |
| Lag 1                                 | Totalt                                | Lag 2                                 | Möte 1                                | Möte 2                                |
| Juventus                              | 1–0                                   | AS Monaco                             | 1–0                                   | 0–0                                   |
| Atlético Madrid                       | 0–1                                   | Real Madrid                           | 0–0                                   | 0–1                                   |
| Paris Saint-Germain                   | 1–5                                   | Barcelona                             | 1–3                                   | 0–2                                   |
| Porto                                 | 4–7                                   | Bayern München                        | 3–1                                   | 1–6                                   |

### Semifinaler
| Semifinaler – 4 deltagande klubblag | Semifinaler – 4 deltagande klubblag | Semifinaler – 4 deltagande klubblag | Semifinaler – 4 deltagande klubblag | Semifinaler – 4 deltagande klubblag |
| ----------------------------------- | ----------------------------------- | ----------------------------------- | ----------------------------------- | ----------------------------------- |
| Lag 1                               | Totalt                              | Lag 2                               | Möte 1                              | Möte 2                              |
| Juventus                            | 3–2                                 | Real Madrid                         | 2–1                                 | 1–1                                 |
| Barcelona                           | 5–3                                 | Bayern München                      | 3–0                                 | 2–3                                 |

### Final
Finalen spelas på Olympiastadion i Berlin 6 juni 2015.
|             | Lördag 6 juni 2015 | Juventus          | 1 – 3 | Barcelona                                    | Olympiastadion                                                 |                                                                |
| 20:45 UTC+2 | 20:45 UTC+2        | Álvaro Morata 55′ | (0–1) | Ivan Rakitić 4′ Luis Suárez 68′ Neymar 90+7′ | Berlin, Tyskland Publik: 70 442 Domare: Cüneyt Çakır (Turkiet) | Berlin, Tyskland Publik: 70 442 Domare: Cüneyt Çakır (Turkiet) |
| 20:45 UTC+2 | 20:45 UTC+2        |                   |       |                                              | Berlin, Tyskland Publik: 70 442 Domare: Cüneyt Çakır (Turkiet) | Berlin, Tyskland Publik: 70 442 Domare: Cüneyt Çakır (Turkiet) |
| 20:45 UTC+2 | 20:45 UTC+2        |                   |       |                                              | Berlin, Tyskland Publik: 70 442 Domare: Cüneyt Çakır (Turkiet) | Berlin, Tyskland Publik: 70 442 Domare: Cüneyt Çakır (Turkiet) |

| Vinnare av Uefa Champions League 2014/2015 |
| ------------------------------------------ |
| · Barcelona · Femte titeln                 |

## Statistik

### Skytteliga
Skytteligan visar de spelare som har gjort flest mål under turneringen. Kvalmatcher räknas ej med i tabellen, enbart gjorda mål under gruppspelet och slutspelet räknas med i listan.
| Rank | Spelare            | Klubb               | Matcher | Minuter | Mål | Min/mål |
| ---- | ------------------ | ------------------- | ------- | ------- | --- | ------- |
| 1    | Neymar             | Barcelona           | 12      | 1026    | 10  | 102,6   |
| 1    | Cristiano Ronaldo  | Real Madrid         | 12      | 1065    | 10  | 106,5   |
| 1    | Lionel Messi       | Barcelona           | 13      | 1147    | 10  | 114,7   |
| 3    | Luiz Adriano       | Sjachtar Donetsk    | 7       | 628     | 9   | 69,8    |
| 5    | Jackson Martínez   | Porto               | 8       | 629     | 7   | 89,9    |
| 5    | Thomas Müller      | Bayern München      | 10      | 777     | 7   | 111,0   |
| 5    | Luis Suárez        | Barcelona           | 10      | 827     | 7   | 118,1   |
| 5    | Carlos Tévez       | Juventus            | 13      | 1156    | 7   | 165,1   |
| 8    | Sergio Agüero      | Manchester City     | 7       | 550     | 6   | 91,7    |
| 8    | Karim Benzema      | Real Madrid         | 9       | 664     | 6   | 110,7   |
| 8    | Edinson Cavani     | Paris Saint-Germain | 10      | 920     | 6   | 153,3   |
| 8    | Robert Lewandowski | Bayern München      | 12      | 932     | 6   | 155,3   |